# St. Hubertus (Rieden)

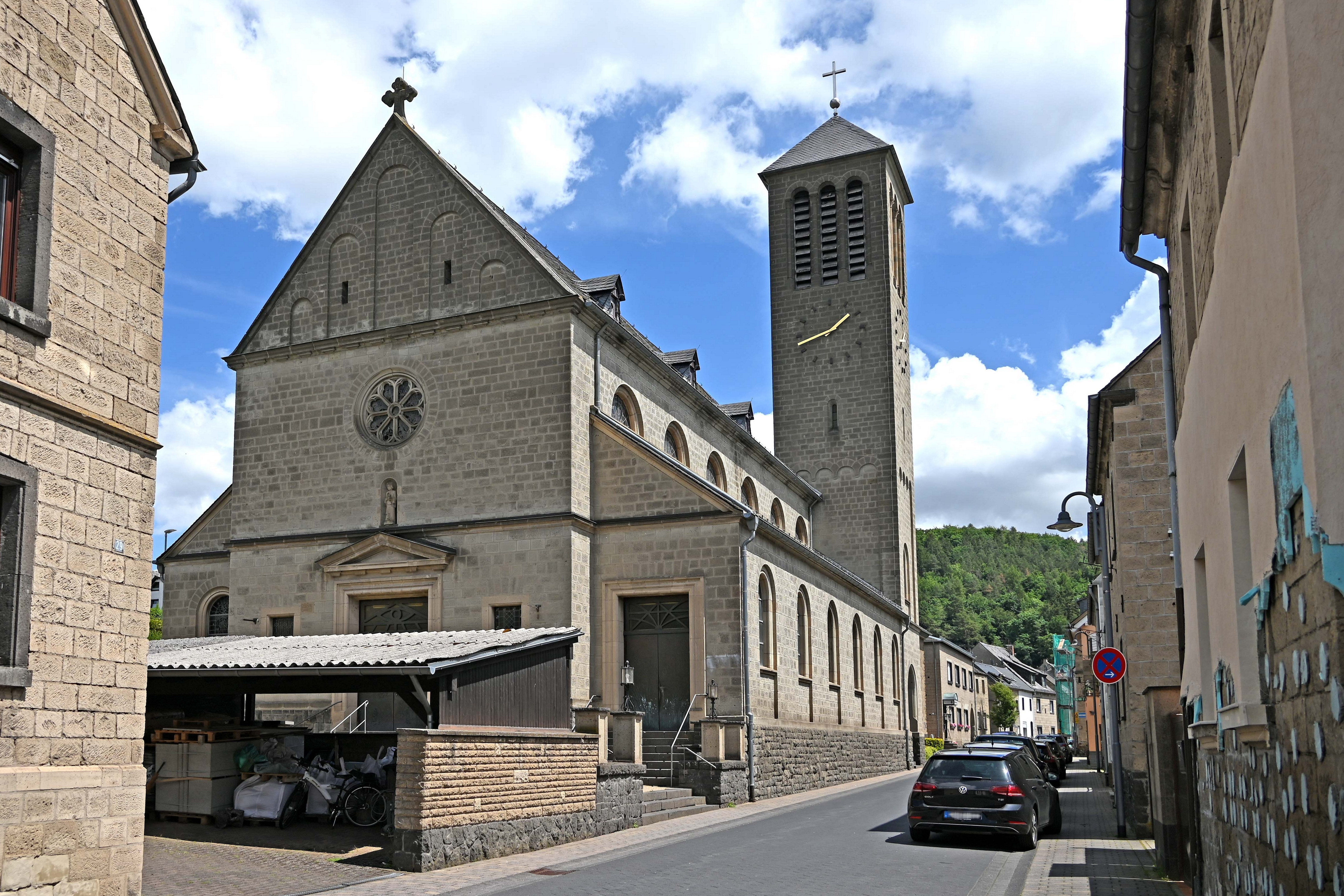
St. Hubertus in Rieden

St. Hubertus ist die römisch-katholische Pfarrkirche der Ortsgemeinde Rieden im Landkreis Mayen-Koblenz in Rheinland-Pfalz. Sie gehört zur Pfarreiengemeinschaft Kempenich des Bistums Trier und ist Hubertus von Lüttich gewidmet.

## Lage
Der Sakralbau befindet sich im Zentrum der Gemeinde nördlich der Kirchstraße. Hinter dem Gebäude in nördlicher Richtung liegt der Kirchfriedhof an einem ansteigenden Hang, der von der Brohltalstraße begrenzt wird, die in West-Ost-Richtung durch die Gemeinde führt.

## Geschichte

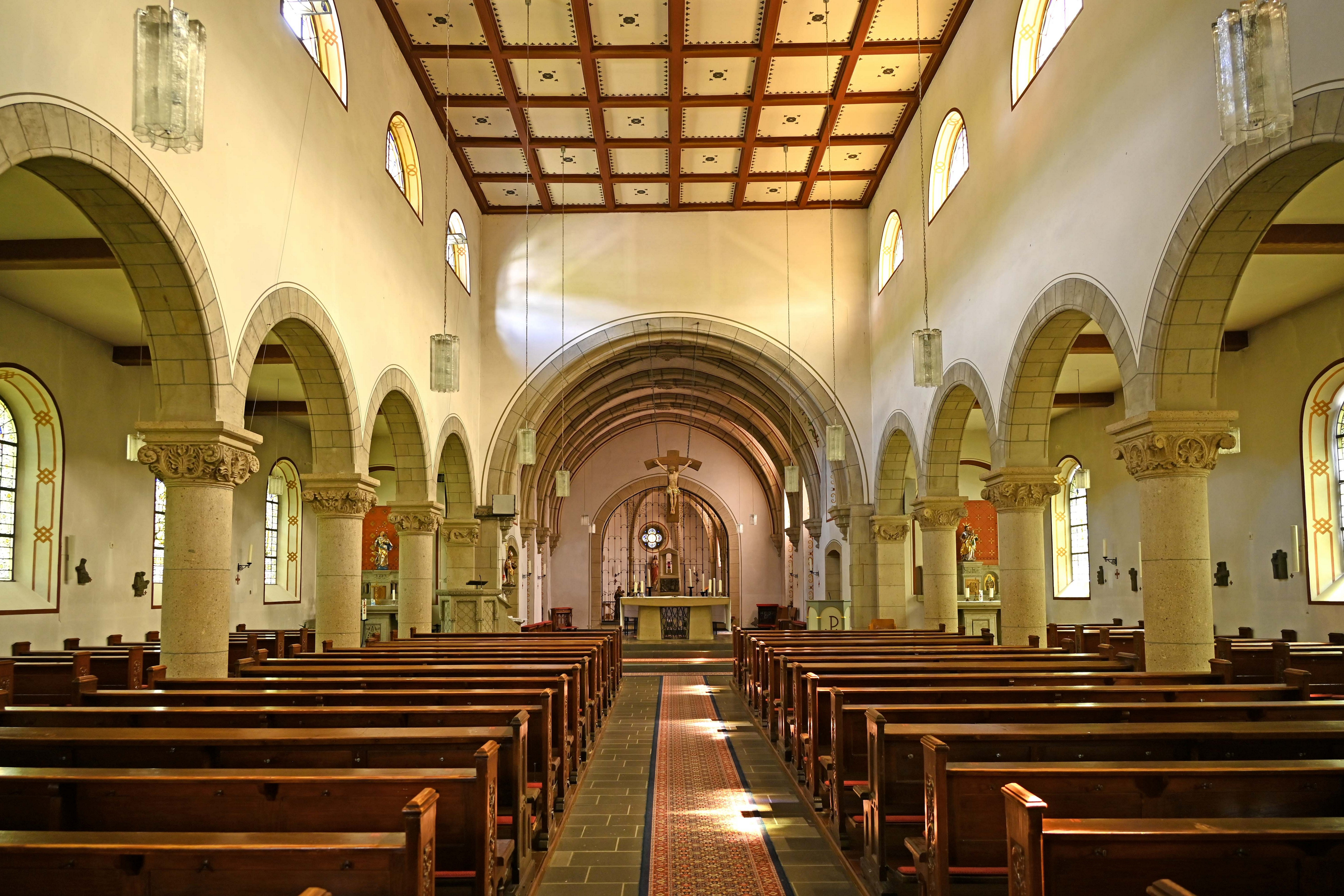
Innenraum

Das genaue Baudatum der Kirche ist nicht bekannt. 895 wurde Rieden erstmals in einer Schenkungsurkunde der adeligen Witwe und Nonne Berctrudis an die Abtei Echternach erwähnt. Der romanische Baustil lässt auf eine Errichtung zwischen dem 10. bis Anfang des 13. Jahrhunderts schließen. Ein erster Hinweis findet sich in dem in lateinischer Sprache verfassten Werk Dialogus miraculorum des Heisterbacher Zisterziensermönchs Caesarius von Heisterbach, wo von einem Glöckner in Rieden (campanarius in Reyde) die Rede ist. Allerdings ist unklar, ob der besagte Mönch in dieser Kirche tätig war.
St. Hubertus erschien erstmals 1330 in der Taxa generalis: Jakob von Koblenz verpflichtete darin die Kirche zur Zahlung von zwei Pfennig und zwei Heller. Eine weitere Erwähnung findet sich im Protokoll einer Visitation, die der Archidiakon Johann von Finstingen im Jahr 1475 durchführte.
1473 ging Rieden – und damit auch das Kirchenpatronat – an Gerlach von Breitbach, der zur Herrschaft Bürresheim gehörte. In dieser Zeit der Spätgotik errichteten Baumeister den Chor. Er ist das einzige Bauteil, das im 21. Jahrhundert noch erhalten geblieben ist und wird als Taufkapelle genutzt.
1757 baute die Kirchengemeinde das rund 30 Meter lange und rund 8,40 Meter breite Kirchenschiff zunächst zurück, um es anschließend gänzlich neu zu errichten. Lediglich der Chor sowie der Kirchturm blieben zunächst erhalten. Letzterer wurde 1856 bei einem weiteren Ausbau wieder abgerissen und durch einen Anbau ersetzt. Diese Arbeiten waren jedoch nur von kurzer Dauer.
Im Zuge des wirtschaftlichen Aufschwungs stieg die Zahl der Einwohner Anfang des 20. Jahrhunderts stark an. Um 1900 gründete sich ein Bauverein, der Pläne für einen kompletten Neubau erarbeiten sollte. Die Arbeiten zogen sich bis in das Jahr 1914 und wurden durch den einsetzenden Ersten Weltkrieg zunichtegemacht. Nach Ende des Krieges entschloss sich die Kirchengemeinde, den erst 1856 errichteten Anbau wieder zurückzubauen und stattdessen ein dreischiffiges Langhaus nach Plänen des Architekten Rohé zu errichten. Um die Finanzierung zu unterstützen, führte der Männergesangsverein in Rieden die Passion auf und begründet damit eine Tradition, die im 21. Jahrhundert fortbesteht. Die Konsekration erfolgte am 16. Mai 1930 durch den Trierer Bischof Franz Rudolf Bornewasser. Die Arbeiten waren zu diesem Zeitpunkt jedoch noch nicht beendet. Wegen des Zweiten Weltkrieges wurde der Turm erst im Jahr 1949 nach Plänen des Kölner Dombaumeisters Willy Weyres fertiggestellt.
1955 renovierte die Kirchengemeinde den Innenraum nach einem Entwurf von K. P. Böhr. Dabei wurde auch der Altarraum neu gestaltet. Die Kirchweihe fand am 4. September 1955 unter der Leitung des Abtes aus Maria Laach, Basilius Ebel, statt. Die Arbeiten an dem Bauwerk waren damit jedoch noch nicht beendet: 1974 wurde der Glockenstuhl instand gesetzt; zehn Jahre später der Innenraum erneut renoviert. Im Jahr 1989 deckten Handwerker das Kirchendach neu ein und besserten die Mauern des Kirchenschiffs aus. 1992 erhielt die Kirche einen neuen Fußboden, 1993 eine verbesserte Heizung.

## Baubeschreibung

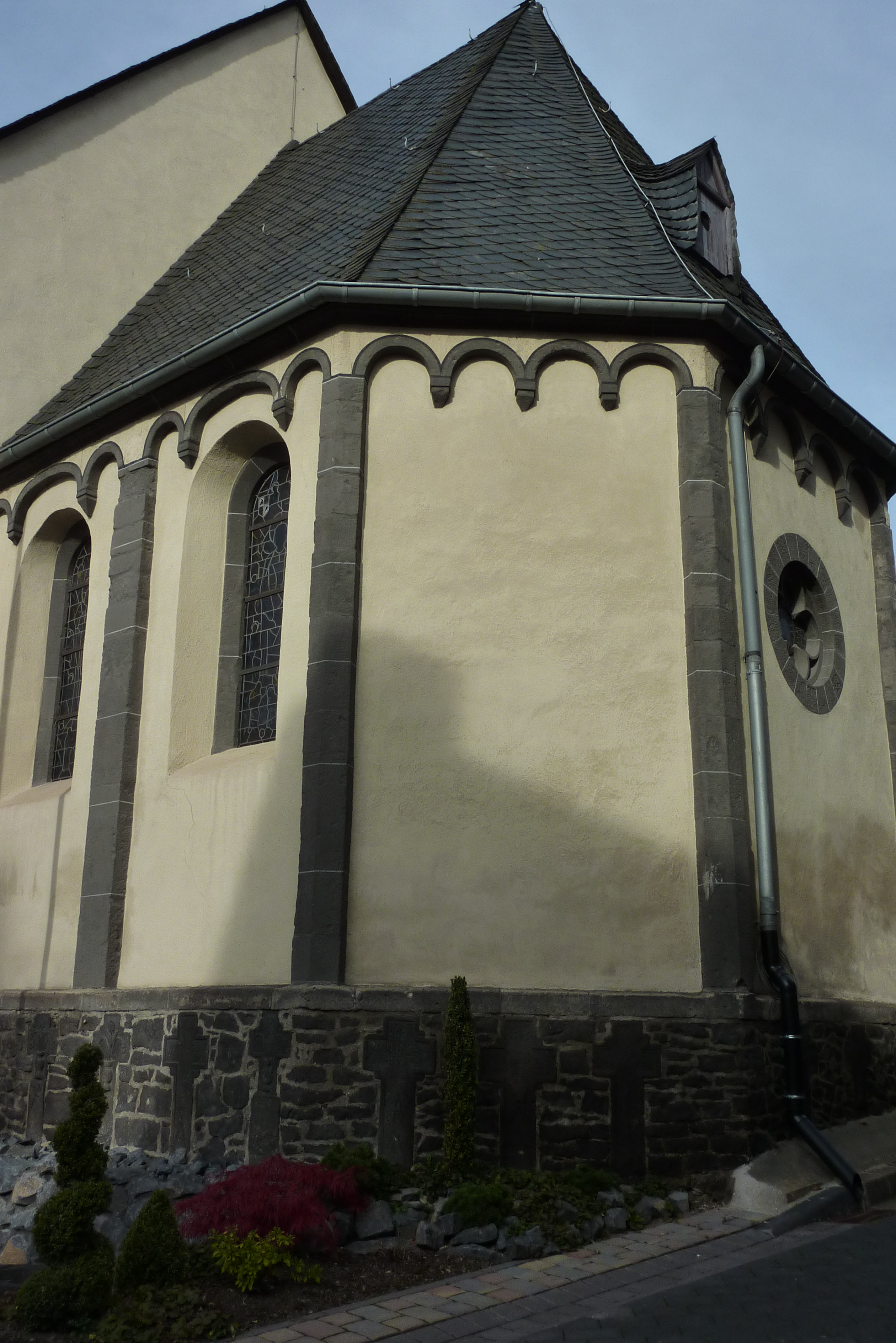
Chor

Der eingezogene, rund fünf Meter breite Chor hat einen Fünfachtelschluss und wurde auf einem Sockel aus Grauwacke errichtet. Darin sind mehrere Grabkreuze aus dem 17. und 18. Jahrhundert eingearbeitet. In der westlichen Mauer sind Grabkreuze aus den Jahren 1666 und 1720. Die Wände entstanden aus Mauerstein, die glatt und hell verputzt wurden. Davon heben sich Lisenen aus dunklem Riedener Tuff ab, welche die Höhe des Bauwerks betonen.
Den Innenraum beleuchten je zwei segmentbogenförmige Fenster an der Nord- und Südseite sowie ein kreisförmiges Fenster mit einem Vierpass an der Ostseite.
Am Übergang zum Dachtraufe befindet sich ein nach unten geöffneter Rundbogenfries. Das Walmdach ist mit schwarzem Schiefer gedeckt; an der Ostseite ist eine kleine Öffnung erkennbar.
Im unteren Bereich des aus hellem Tuff bestehenden Kirchenschiffs befinden sich an der Nord- und Südseite sechs bogenförmige Fenster, die von jeweils einer halbkreisförmigen Öffnung im Obergaden ergänzt werden. Die Bleiglasfenster stammen aus der Glasmalerei Binsfeld in Trier und zeigen beispielsweise Cäcilia von Rom oder Judas Thaddäus. Ein Portal mit einem Mittelrisalit ist an der Westseite der Kirche. In Höhe des Dachfirsts der Seitenschiffe ist ein durchlaufendes Gesims, darüber eine weitere Öffnung. Den Giebel zieren fünf Blenden mit einem Kreuz am Dachfirst. Das Kirchenschiff trägt ein schlichtes Satteldach mit drei Fenstern pro Seite.
Der schlanke ebenfalls aus Tuff errichtete Kirchturm an der südöstlichen Seite des Bauwerks ist mit einem nach unten offenen Fries in Höhe der Dachtraufe des Kirchenschiffs verziert. Darüber befindet sich eine schmale segmentbogenförmige Öffnung sowie eine Turmuhr. Oberhalb sind an jeder Seite drei Klangarkaden, darüber ein Pyramidendach mit Turmkugel und Kreuz angebracht.

## Ausstattung

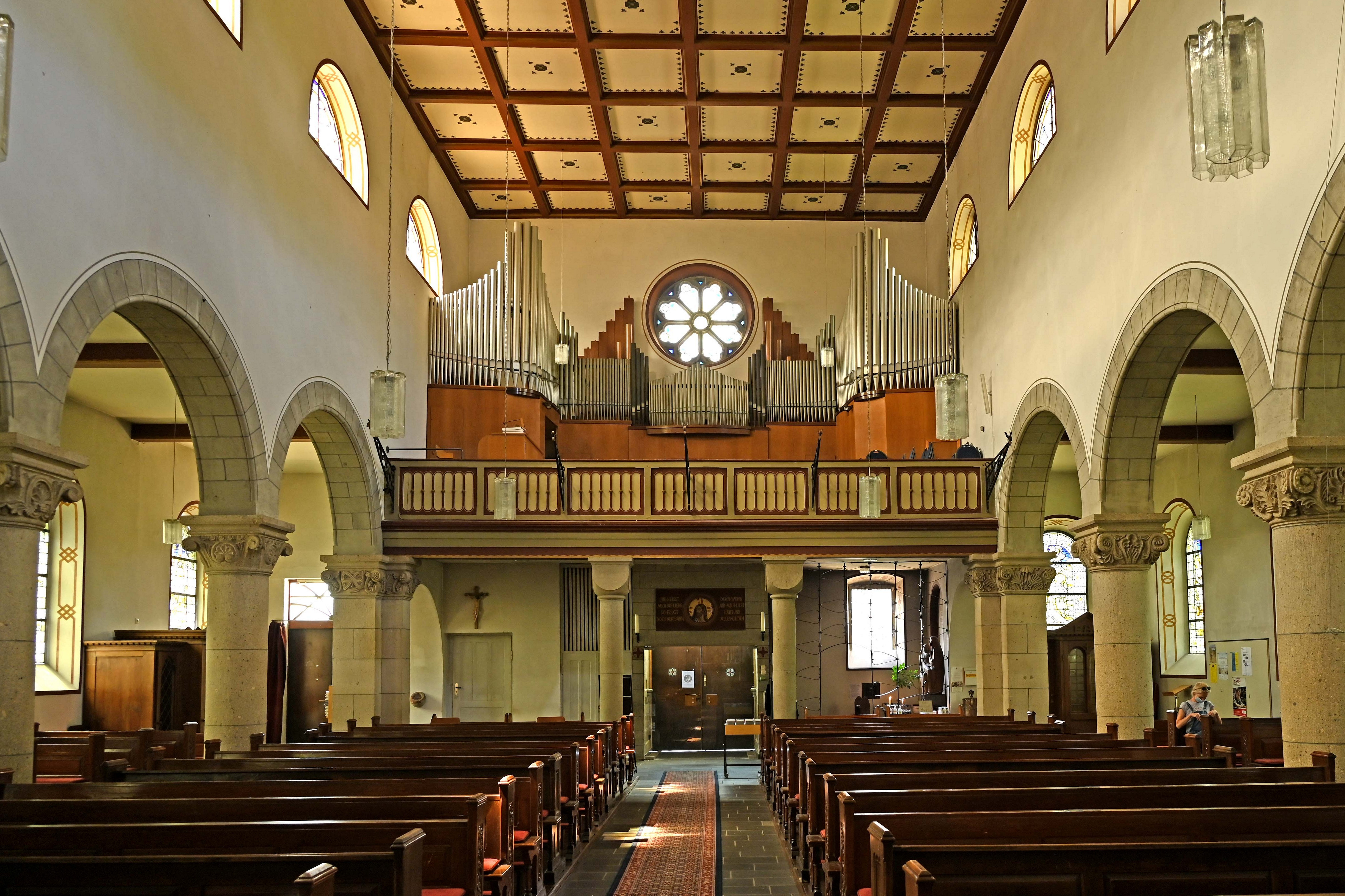
Orgelempore

Das einstige Langhaus erhielt im 18. Jahrhundert ein barockes Kreuzrippengewölbe und dient im 21. Jahrhundert als Chor. Die Kanzel stammt aus dem Jahr 1924 und wurde 1955 vom Steinmetz Josef Nett verändert. Oberhalb des massiven Altarblocks hängt ein überlebensgroßes Kruzifix. Die weitere Ausstattung ist überwiegend neuzeitlich. Auf der Westempore steht eine Orgel. Das Kirchenschiff ist in seinem Innern flach gedeckt und besteht aus hölzernen Kassetten, die mit weißen Feldern hervorgehoben werden.
Auf dem Vorplatz am Turm steht seit 2008 ein Findling, in dem die Jahreszahlen eingeschlagen wurden, an denen bislang die Passionsspiele aufgeführt wurden. Rechts daneben steht ein Bußkreuz aus Basaltlava, das zu einer früheren Zeit auf der unteren Terrasse des Friedhofs in der Mitte vor der Stützwand der oberen Terrasse stand. Die Inschrift lautet: „1711 / ANTONIU / SMULER / USHFM / ARIA DIS / CHREUZ A / F GERICHT / IN DIE EHR / ESU MAR / IOSEPH“.